# Танковое сражение под Варшавой (1944)

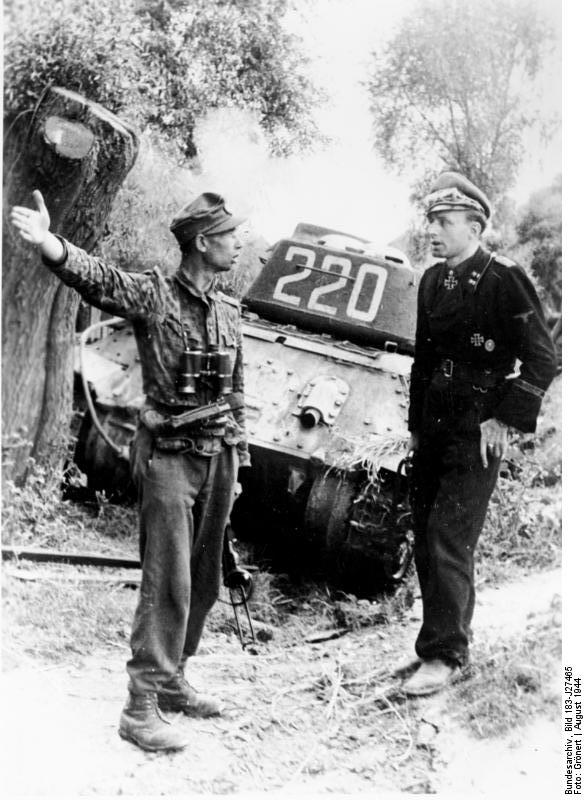
Офицеры дивизии СС «Мертвая голова» на фоне подбитого танка Т-34 20-й танковой бригады

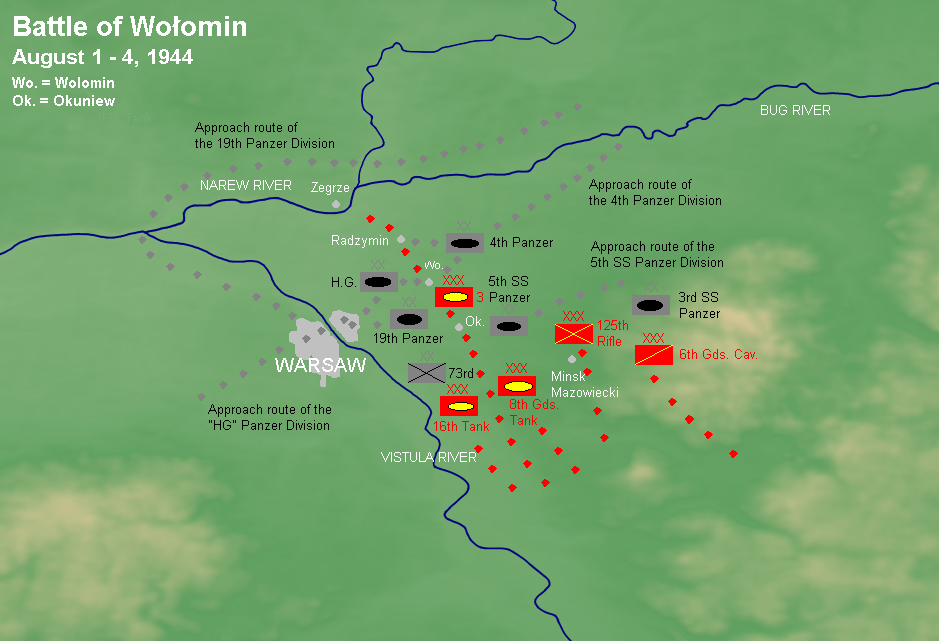
Схема столкновения под Радзимином 1-4 августа. XXX — корпус, ХХ — дивизия. Хорошо виден прорыв 3-го танкового корпуса в обход Варшавы и перехват его коммуникаций у Воломина и Радзимина.

Танковое сражение под Варшавой, или Танковое сражение в предполье Варшавы, или Бои под Радзимином, Бои под Воломином, Бои под Окуневом — встречное танковое сражение восточнее Варшавы в конце июля — начале августа 1944 года. Поражение советских войск в этом сражении привело к приостановке наступления на Варшаву и в конечном итоге к разгрому Варшавского восстания.

## Перед боями
Люблин-Брестская операция поставила под сомнение реальность планов Моделя по удержанию фронта вдоль Вислы. Парировать угрозу фельдмаршал мог при помощи резервов. 24 июля была воссоздана 9-я армия, ей были подчинены прибывающие на Вислу силы. Поначалу состав армии был крайне скудным. В конце июля 2-я танковая армия начала испытывать её на прочность. Армия Радзиевского имела конечной целью захват плацдарма за Наревом (приток Вислы) к северу от Варшавы, в районе Сероцка. По дороге армия была должна захватить Прагу, пригород Варшавы на восточном берегу Вислы.

 После овладения районом Брест и Седлец правым крылом фронта развивать наступление в общем направлении на Варшаву с задачей не позже 5—8 августа овладеть Прагой и захватить плацдарм на западном берегу р. Нарев в районе Пултуск, Сероцк.(…) СВГК. Сталин, Антонов —   ЦАМО РФ. Ф. 132-А. Оп. 2642. Д. 36. Л. 424..
К моменту выхода к окрестностям Варшавы Красная Армия, пройдя с 23 июня около 500 километров, растянула свои порядки и коммуникации. Отстали обозы с боеприпасами, обмундированием, продовольствием и горюче-смазочными материалами. К тому же войска фронта временно лишились воздушного прикрытия, так как приданная им 16-я воздушная армия ещё не успела перебазироваться на ближайшие к фронту аэродромы. Немцы же, со своей стороны, стянув к Варшаве 5 танковых дивизий, (в том числе дивизии СС), перешли в контрнаступление и заставили 31 июля советское командование перейти к обороне. 1 августа свежие немецкие части контратаковали 2-ю танковую армию, сильно вырвавшуюся вперёд и приближавшуюся к Варшавской Праге, и заставили её с большими потерями отойти.

## Ход боёв
Вечером 26 июля мотоциклетный авангард армии столкнулся с немецкой 73-й пехотной дивизией у Гарволина, города на восточном берегу Вислы к северо-востоку от Магнушева. Это стало прелюдией сложного маневренного сражения. На Прагу нацеливались 3-й и 8-й гвардейский танковые корпуса 2-й танковой армии. 16-й танковый корпус остался под Демблином (между Магнушевским и Пулавским плацдармами), ожидая, пока его сменит пехота.
73-я пехотная дивизия была поддержана отдельными частями «десантно-танковой» дивизии «Герман Геринг» (разведывательный батальон и часть артиллерии дивизии) и другими разрозненными частями пехоты. Все эти войска были объединены под руководством командира 73-й пд Фрица Франека в группу «Франек». 27 июля 3-й тк сокрушил разведбат «Германа Геринга», 8-й гв. тк также добился прорыва. Под угрозой охвата группа «Франек» откатилась к северу. В это время на помощь избиваемой пехотной дивизии начали прибывать танковые части — основные силы дивизии «Герман Геринг», 4 и 19 танк. дивизии, дивизии СС «Викинг» и «Мертвая голова» (в двух корпусах: 39-й танковый Дитриха фон Заукена и 4-й танковый корпус СС под началом Гилле). Всего эта группировка состояла из 51 тысячи человек при 600 танках и САУ. 2-я танковая армия РККА располагала только 32 тысячами солдат и 425 танков и САУ (советский танковый корпус примерно соответствовал по численности немецкой дивизии). Кроме того, быстрое продвижение 2-й ТА привело к отставанию тылов: горючее и боеприпасы подвозились с перебоями.
Однако пока основные силы немецкого танкового объединения не прибыли, пехота вермахта должна была вынести тяжкий удар 2-й ТА. 28 и 29 июля продолжались тяжёлые бои, корпуса Радзиевского (в том числе подошедший 16-й танковый) пытались перехватить шоссе Варшава-Седлец, но не смогли пробить оборону «Германа Геринга». Куда более успешными были удары по пехоте группы «Франек»: в районе Отвоцка было нащупано слабое место в её обороне, группу начали охватывать с запада, в результате чего 73-я дивизия начала неорганизованно отступать под ударами. Генерал Франек был захвачен в плен не позднее 30 июля (именно 30 числом датируется рапорт Радзиевского о его пленении). Группа «Франек» оказалась разбита на отдельные части, понесла тяжёлые потери и быстро откатывалась на север.
2-я танковая армия вела наступление по правому берегу реки Висла в общем направлении на север после неудачной попытки 25 июля прорваться на западный берег Вислы с ходу по железнодорожному мосту у Демблина. Она действовала при слабом прикрытии правого фланга 6-й кавалерийской дивизией, а вырвавшийся вперёд 3-й танковый корпус остался вообще без какого-либо пехотного или кавалерийского прикрытия. 3-й танковый корпус был нацелен глубоко на северо-запад с целью охвата Праги, через Воломин. Это был рискованный манёвр, и в последующие дни он едва не привел к катастрофе. Корпус прорывался через узкий зазор между немецкими силами, в условиях накопления неприятельских боевых групп на флангах. 3-й тк внезапно подвергся фланговой атаке у Радзымина. 1 августа Радзиевский приказывает армии перейти к обороне, но 3-й тк из прорыва не отводит. 1 августа части вермахта отсекли 3-й тк, отбив Радзымин и Воломин. Пути отхода 3-го тк были перехвачены в двух местах. По некоторым данным, в боях за Воломин и Радзымин, в сотрудничестве с 3 тк действовали местные подразделения Армии Крайовой из подразделения «Райская птица», понесшие также потери (в бою в Воломине погибло 13 солдат АК).
Однако коллапс окружённого корпуса не состоялся. 2 августа 8-й гв. танковый корпус ударом извне проломил узкий коридор навстречу окружённым. Радоваться спасению окруженным пока было рано. Радзимин и Воломин были оставлены, а 8-й гв. танковый и 3-й танковый корпуса должны были обороняться от атакующих с нескольких сторон танковых дивизий противника. В ночь на 4 августа в расположение 8-го гв. тк вышли последние крупные группы окруженцев. В 3-м тк в котле погибли два командира бригад. К 4 августа к месту сражения прибыла советская пехота в лице 125-го стрелкового корпуса и кавалерия (2-й гв. кавкорпус). Двух свежих соединений хватило для полной остановки противника 4 августа. Силами 47-й и 2-й танковой армий был осуществлён поиск оставшихся за линией фронта солдат окружённого 3-го тк, результатом этих мероприятий стало спасение нескольких сот окруженцев. В тот же день 19-я танковая дивизия и «Герман Геринг» после безуспешных атак на Окунев были выведены из-под Варшавы и начали перебрасываться к Магнушевскому плацдарму, имея целью его уничтожить. Безрезультатные атаки немцев на Окунев продолжались (силами 4 тд) и 5 августа, после чего силы атакующих иссякли.
Тяжёлые потери понёс 8-й гвардейский танковый корпус, значительные — 16-й танковый корпус. 5—6 августа 2-я танковая армия, потерявшая к тому времени 284 танка (по немецким данным — 337), была выведена из боя и отправлена на пополнение и переформирование. 2 августа были вынуждены остановить наступление и перейти к обороне 69-я и 8-я гвардейские армии, попав под немецкий контрудар из района Гарволин. Сражение продолжалось до 10 августа. В результате немецкий контрудар был остановлен, предмостные укрепления в районах Магнушев и Пулавы остались в руках РККА, но 1-й Белорусский фронт на этом участке остался без подвижных соединений и был лишён возможности манёвренного наступления. Немцы предприняли на этих участках ряд ожесточённых контратак с целью выбить отсюда советские войска; и хотя последние сумели удержать захваченные плацдармы в своих руках, у них не было достаточно сил, чтобы расширить их.
Немецкая (и шире, западная) историография оценивает битву у Радзимина как серьёзный успех вермахта по меркам 1944 года. Утверждается об уничтожении или, по крайней мере, разгроме 3-го танкового корпуса. Однако информация о действительных потерях 2-й танковой армии заставляет усомниться в справедливости последнего утверждения. С 20 июля по 8 августа армия потеряла 1433 человека убитыми, пропавшими и пленными. Из этого числа на контрудар под Воломином приходятся 799 человек. При фактическом численном составе корпусов по 8—10 тысяч солдат, такие потери не позволяют говорить о гибели или разгроме 3-го тк в котле, даже если бы все их понёс он один. Следует признать, что директива на захват плацдарма за Наревом не была выполнена. Однако директива была выпущена в момент, когда сведений о наличии у немцев крупной группировки в районе Варшавы не было. Наличие массы танковых дивизий в районе Варшавы само по себе делало невозможным прорыв в Прагу, а тем более, за реку, сравнительно малочисленной 2-й танковой армии. С другой стороны, контрудар сильной группировки немцев при их численном превосходстве принёс скромные результаты. Потери немецкой стороны точно не могут быть выяснены, поскольку за десятидневку 21—31 июля 9 армия вермахта не предоставляла отчётов о понесённых потерях. За следующую десятидневку армия сообщила о потере 2155 человек погибшими и пропавшими без вести.
После контрудара под Радзимином, 3-й тк был отведён к Минск-Мазовецкому для отдыха и пополнения, а 16-й и 8-й гв. танковые корпуса были переброшены на Магнушевский плацдарм. Их противниками там стали те же дивизии, «Герман Геринг» и 19-я танковая, что и под Радзимином.

## Влияние поражения на ход восстания в Варшаве
До настоящего времени существуют две точки зрения по вопросу о причинах, по которым советские наступательные действия под Варшавой были прекращены. Согласно точке зрения эмигрантского польского правительства, главной причиной этого было желание Сталина, чтобы силы АК в Варшаве были разгромлены немцами, что однозначно решило бы вопрос о власти в Польше в пользу просоветского Люблинского комитета.
Согласно отчётам, подготовленным начальником оперативного управления Генштаба Красной армии генерал-лейтенантом Штеменко, 28-я армия 1-го Белорусского фронта на протяжении августа 1944 года вела наступательные бои, к 15 августа достигнув Ядува, Дзежанува, Вуювка (52—60 км северо-восточнее Варшавы) и наткнувшись на сильно укреплённые позиции противника, после нескольких неудачных попыток их прорвать остановилась и отражает контратаки противника, занимаясь укреплением достигнутых рубежей.
Как полагает историк Б. В. Соколов, окончательно судьба восстания была решена Сталиным 9 августа, когда Миколайчик отверг его предложение создать правительство совместно с Люблинским комитетом.
Согласно второй точке зрения, являвшейся официальной в СССР, но разделявшейся и западными историками, наступление советских войск замедлилось по чисто военным причинам. Растянутые вследствие быстрого продвижения коммуникации не позволяли наладить снабжение армий 1-го Белорусского фронта и подвести необходимые подкрепления. В свою очередь, сокращение коммуникаций вермахта позволило немцам перебросить с запада и северо-востока боеспособные танковые и стрелковые соединения, которые нанесли советским войскам серьёзное поражение в районе Радзымин—Воломин—Окунев, окружив и практически уничтожив 3-й танковый корпус Веденеева. Красная армия подвергалась постоянным контрударам и с большими потерями смогла выйти к Варшаве лишь к середине сентября. К этому времени очаги восстания были локализованы, а мосты через Вислу — взорваны.
Командующий 1-м Белорусским фронтом Рокоссовский указывает на полную неожиданность восстания и несогласованность действий его руководства с командованием Красной армии, отмечая, что захват и удержание Варшавы был возможен лишь при начале восстания при непосредственном приближении войск Красной армии к городу.
Курт Типпельскирх отмечает, что в момент начала восстания «сила русского удара уже иссякла и русские отказались от намерения овладеть польской столицей с хода». Однако он считает, что, если бы сразу же после начала восстания русские «продолжали атаковать предмостное укрепление, положение немецких войск в городе стало бы безнадёжным»; лишь прекращение советских атак позволило немцам сосредоточить силы, необходимые для подавления восстания. В августе, отмечает Типпельскирх, РККА перенесла свою активность на юг от Варшавы — на плацдармы у Пулав и Варки, за расширение которых она вела длительные, но достаточно малоуспешные для неё бои. Эти малые успехи он объясняет как упорством немецких войск, так и «тем обстоятельством, что свои основные усилия русские сосредоточили на других участках фронта».
Норман Дэвис полагает, что стоявшая против Варшавы советская группировка была ослаблена за счёт того, что резервы были переброшены на румынско-балканский фронт. Однако, согласно Дэвиду Гланцу, 2-й Украинский фронт получил подкрепления от 1-го Белорусского фронта в виде механизированного корпуса Плиева только к началу Дебреценской операции — к 6 октября — то есть через 4 дня после поражения восстания. Остальные фронты, задействованные в Румынии и на Балканах, не получили ничего и, напротив, были вынуждены передавать свои соединения 2-му Украинскому фронту. Пополнение войск людьми осуществлялось за счёт призывников с освобождённых территорий Украины и Молдовы.
Лиддел Гарт считает, что в боях под Варшавой (равно как и под Инстербургом) советские войска впервые за всю операцию «Багратион» потерпели «серьёзную неудачу». В качестве причин такого хода событий он считает: а) «естественный» закон стратегического перенапряжения — немецкие коммуникации сократились, русские, напротив, оказались слишком растянутыми; б) советские наступательные действия приняли форму «прямых действий» — противник, ранее никогда не знавший достоверно, где будет нанесён главный удар (который мог перемещаться с одного пункта на другой во время самой операции), в случаях с Варшавой и Инстербургом мог абсолютно уверенно сказать, что явится целью наступления.

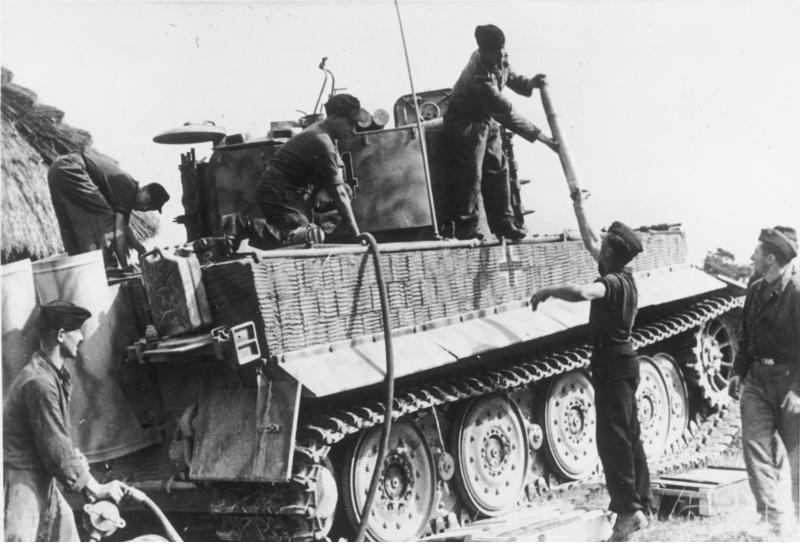
Тигр пополняет боезапас. Август 1944 г.

Э. Дурачиньский пишет, что приказ о переходе к обороне прорвавшейся на пражском направлении 2-й танковой армии был отдан и. о. командующего армией 1 августа в 4:10 по московскому времени, то есть примерно за 12 часов до начала восстания и за полтора суток до того, как о восстании стало известно в Лондоне, а через Лондон в Москве.
Ян Новак-Езиораньский сообщает, что после начала восстания советские танковые армии перестали получать топливо. Однако уже 31 июля — за сутки до восстания — Рокоссовский докладывал, что его войска уже испытывали трудности из-за нехватки горючего, которую вызывал «постоянный отрыв войск от баз снабжения из-за отставания восстановления железных дорог».
8 августа Г. К. Жуков и К. К. Рокоссовский предложили Сталину следующий план действий: после необходимой паузы в несколько дней для отдыха, подтягивания тылов и перегруппировки, с 10 по 20 августа провести ряд подготовительных операций (именно, правым крылом — выход на р. Нарев с захватом плацдарма в районе Пултуска, левым крылом — расширение Сандомирского плацдарма на Висле), и, после новой передышки в 5 дней, с 25 августа начать широкомасштабную операцию по освобождению Варшавы.
Борис Соколов и Э. Дурачиньский считают, что никаких последствий этот доклад не имел: за ним не последовали соответствующие приказы, и варшавская операция так и не была осуществлена на практике.
Соколов утверждает, что в середине августа все пять немецких танковых дивизий, нанесшие контрудар по РККА под Варшавой, были сняты с варшавского фронта и отправлены на север, чтобы прорубить коридор и восстановить сухопутную связь между группами армий «Север» и «Центр». Соколов полагает, что эта операция теряла смысл в случае советского наступления на Варшаву, так как ослабленные немецкие силы не смогли бы его сдержать, а тем более удержать на севере фронт от Латвии до Одера. Однако войска 1-го Белорусского фронта на Висле не сдвинулись с места, пока немецкая 3-я танковая армия пробивалась к Балтийскому морю у Тукумса, который был взят немцами 20 августа.
Однако, вопреки мнению Б. Соколова, в Курляндию был переброшен только 39-й танковый корпус. 4-й танковый корпус СС, куда входили дивизии «Мёртвая голова» и «Викинг», остался под Варшавой.
По данным Курта Типпельскирха, в середине августа 1-й Белорусский фронт начал наступление севернее Варшавы, в междуречье Буга и Вислы, и к 18 числу отбросил 9-ю и 2-ю армии вермахта за Буг. 22 августа в наступление перешёл и 2-й Белорусский фронт. В результате к 31 августа советские войска вбили несколько глубоких клиньев в порядки немецких войск, но задуманного прорыва не вышло. 3 сентября наступление возобновилось: немцев отбросили за Нарев и организовали несколько плацдармов возле Пултуска, как и предполагалось в докладе. К 16 сентября наступление выдохлось, и фронт стабилизировался по линии реки Вислы, при этом за немцами остался Модлин.
Южнее Варшавы продолжались упорные бои вокруг советских плацдармов в районе Пулавы и у реки Пилицы в районе Варка. Плацдармы были расширены РККА, но прорыв немецких порядков не удался.
47-я армия, остановленная возле варшавской Праги и растянувшая свои порядки на 80 км, до 20 августа оставалась в этом районе в полном одиночестве. 20 августа с ней соединилась 1-я польская армия генерала Берлинга.
В начале сентября советская фронтовая разведка обнаружила несколько германских частей, участвовавших в сражении со 2-й танковой армией, севернее Варшавы — в районе северных плацдармов на Висле. Прежде всего речь шла о танковой дивизии «Викинг», незадолго до этого переброшенной в район Модлина для отдыха и пополнения, но вынужденной вступить в бой с наступающими частями РККА. Полученные данные позволили принять решение об ударе в районе варшавской Праги, что было проделано совместно 47-й армией и 1-й польской армией 10 сентября. 14 сентября немцы очистили Прагу, переправив остатки своих войск на другой берег и взорвав мосты. Попытка советских войск высадить разведывательные соединения по ту сторону реки с ходу, на плечах отступающего противника, не удалась.